# مركز الملك عبد الله العالمي للأبحاث الطبية
أطلق مسمى مركز الملك عبد الله العالمي للأبحاث الطبية (كيمارك) بموافقة ملكية من خادم الحرمين الشريفين الملك عبد الله بن عبد العزيز، في التاسع عشر من شهر رمضان عام 1427هـ‍ الموافق للحادي عشر من شهر نوفمبر عام 2006م. وهو أحد مكونات منظومة الحرس الوطني الصحية.
بدأ المركز نشاطه الرسمي ضمن منظومة الشؤون الصحية بالحرس الوطني في شهر نوفمبر تشرين الثاني عام 1994م مع تشكل أول لجنة توجيهية لمركز الأبحاث، حيث تولت هذه اللجنة مسؤولية تطوير الأبحاث، ووضع المبادئ التوجيهية العلاجية، ورسم السياسات والإجراءات، وكذلك دراسة جميع المقترحات البحثية المقدمة للحصول على التمويل المناسب.

## البنك الحيوي السعودي
يهدف تأسيس البنك إلى إنشاء دراسات مصممة من أجل معرفة العوامل البيئية التي تؤثر في حدوث وتطور بعض الأمراض المزمنة لدى الرجال والنساء من الأصحاء.

## بنك دم الحبل السري
هو بنك غير ربحي، يتولى مسؤولية إقناع العائلة بتخزين دم الحبل السري ومعالجته وإجراء الاختبارات للتأكد من خلوه من الأمراض وتخزينه وإعادة استخدامه مستقبلاً لمن يحتاجه من المرضى ممن هم بحاجة إلى زراعة خلايا جذعية.

## أبحاث الإصابات
تعتبر الإصابات العامل الرئيسي للوفيات في المملكة وتشمل الغرق والحروق وحوادث السيارات وغيرها. احتلت السعودية المركز الثاني عالميا بالنسبة لحوادث السيارات عام 2008. أنشأ مركز الملك عبد الله العالمي للأبحاث الطبية والشؤون الصحية في الحرس الوطني برنامج الإصابات وهو نظام مطبق في كثير من دول العالم يهدف لتحسين البقاء على قيد الحياة والحد من مضاعفات الإصابات حيث أثبتت الدراسات إمكانية تقليص الوفيات إلى نسبة 25٪ عند تطبيق هذا النظام. يُعنى نظام الإصابات بالتعامل مع الإصابات منذ حدوثها حتى عودة المصاب لحياته الطبيعية.

## برنامج المنح الدراسية
يقوم المركز بتسهيل تقديم المنح الدراسية للدارسين السعوديين المتخصصين في هذا المجال. وقد بنيت الخطة الدراسية للمركز للسنوات الخمس على أساس الاحتياجات الفورية والمستقبلية، حيث أنشئت في عام 2005 م مع المرونة اللازمة لدعم الاحتياجات من التخصصات المختلفة داخل مركز الملك عبد الله العالمي للأبحاث الطبية.

## وصلات خارجية
موقع جامعة الملك سعود بن عبد العزيز الرسمي
الشؤون الصحية للحرس الوطني